# Hermann Snellen

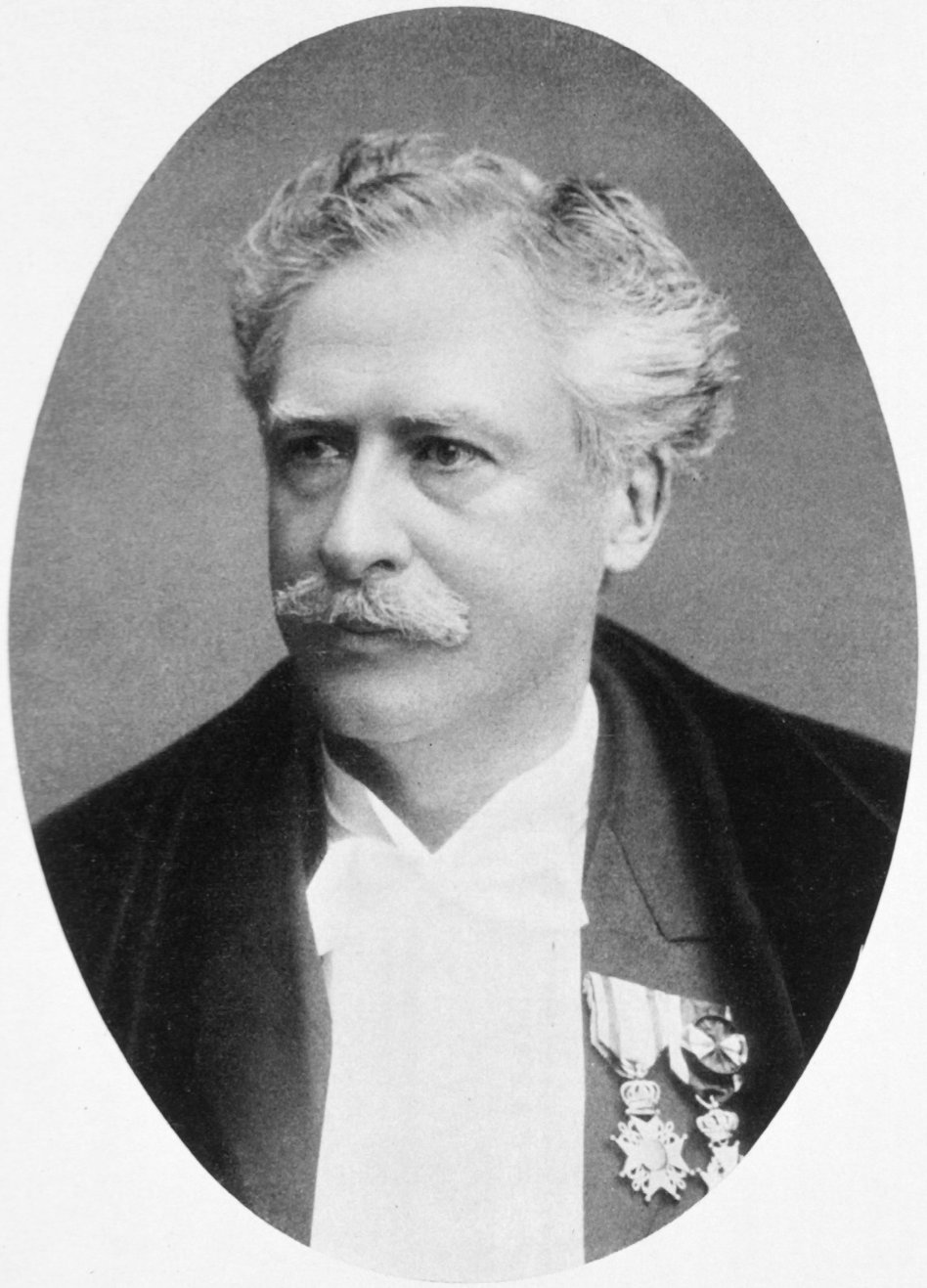
Hermann Snellen

Hermann Snellen (ur. 19 lutego 1834 w Zeist, zm. 18 stycznia 1908 w Utrechcie) – holenderski lekarz okulista, doktor nauk medycznych, wykładowca w szkole lekarskiej w Utrechcie, dyrektor kliniki okulistycznej, wynalazca tablicy Snellena.